# William Wilson (Ingenieur)

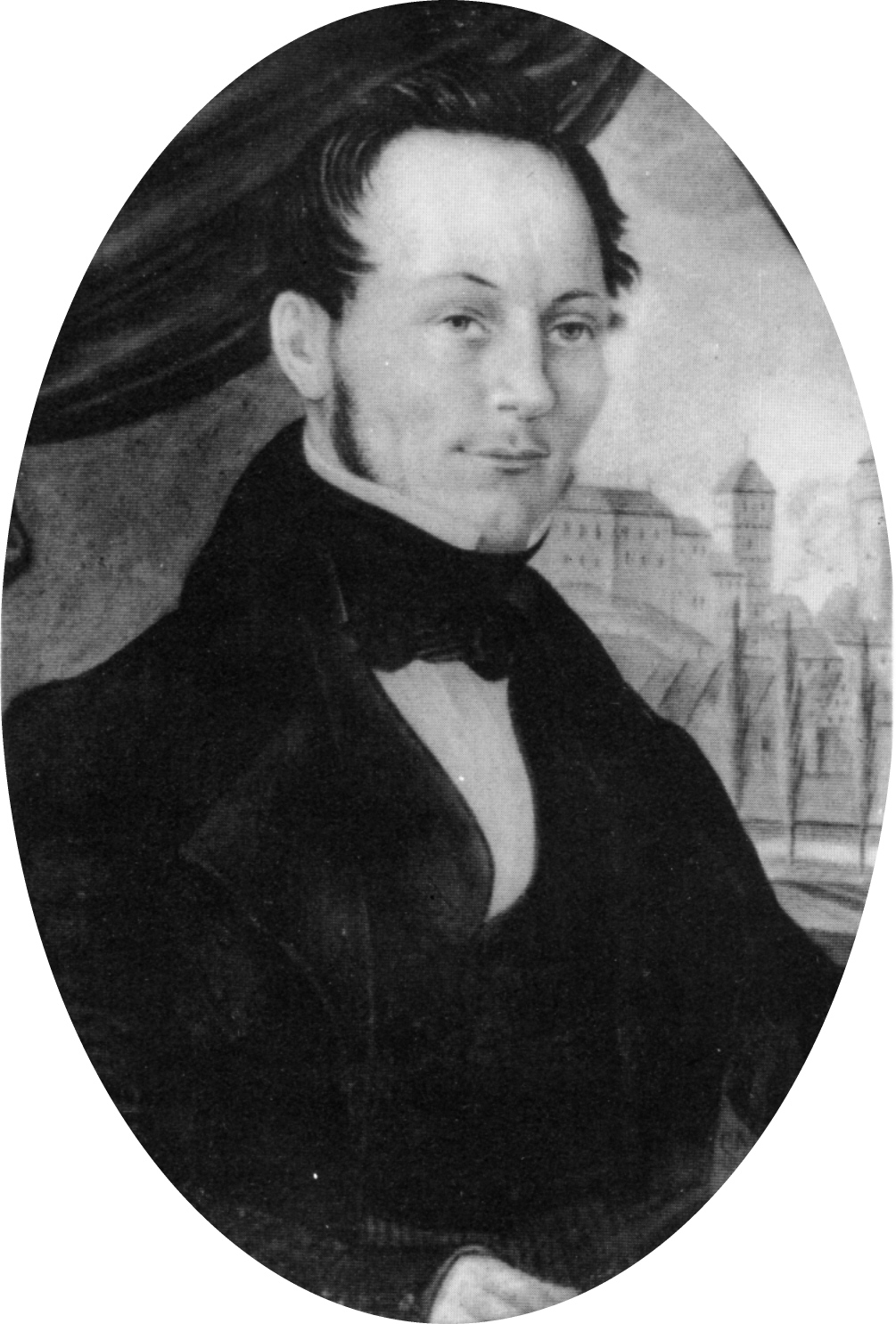
William Wilson

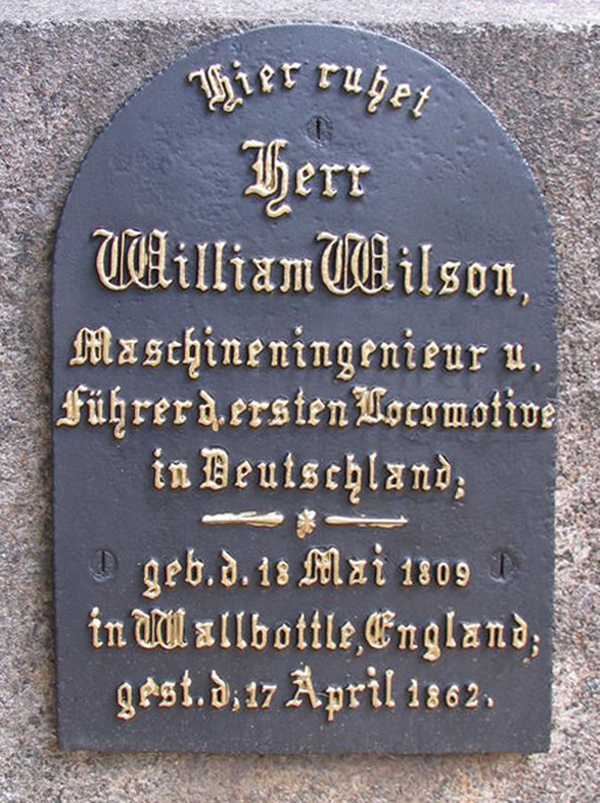
Tafel am Grab Wilsons

William Wilson (* 18. Mai 1809 in Walbottle, England; † 17. April 1862 in Nürnberg) war ein britischer Maschineningenieur und Lokomotivführer der ersten deutschen Eisenbahn.

## Leben
William Wilson war ab 1829 bei George Stephenson als Mechaniker angestellt.
Für die am 7. Dezember 1835 eröffnete erste Bahnstrecke in Deutschland zwischen Nürnberg und Fürth wurde die erste Dampflokomotive von Stephenson geliefert, da in Deutschland zu diesem Zeitpunkt keine geeignete Lokomotive rechtzeitig und zu einem akzeptablen Preis verfügbar war. Auf Wunsch der Ludwigs-Eisenbahn-Gesellschaft wurde von Stephenson zudem, für den Zeitraum von acht Monaten, auch ein Lokführer und Ingenieur gestellt, in der Person von Wilson. Dieser sollte das Personal im Betrieb der Lokomotive unterweisen sowie Nachfolger ausbilden und erhielt dafür einen befristeten Arbeitsvertrag. 
Stephenson machte eine maximale Arbeitszeit von 12 Stunden pro Tag zur Bedingung. Die Reisekosten wurden von der Ludwigs-Eisenbahn-Gesellschaft getragen. Außerdem übernahm Wilson die Einrichtung und später die Leitung einer Bahnwerkstatt. Er erhielt ein seiner Qualifikation entsprechendes hohes Gehalt, das den Verdienst des Generaldirektors der Eisenbahngesellschaft überschritt. Sein Gehalt betrug anfangs 1500 Gulden im Jahr, dazu kam eine Remuneration von 240 Gulden.
Am 7. Dezember 1835 schließlich fuhr William Wilson als Lokführer die erste deutsche Eisenbahn mit der Lokomotive „Adler“ auf der neugebauten Strecke der Ludwigsbahn. Nach acht Monaten machte er keinerlei Anstalten zur Abreise. Sowohl aufgrund des sicheren Auftretens als auch wegen seiner hohen Qualifikation wurde der Vertrag mit ihm schließlich immer wieder verlängert. Die Fahrgäste wollten mit keinem anderen als mit dem „langen Engländer“ fahren. Wenn er nicht selbst die Lokomotive fuhr, sanken die Einnahmen. Ab 1842 wechselte er sich mit seinem zweiten Gehilfen Bockmüller als Lokführer ab. Seine Gesundheit war durch seine Tätigkeit schwer geschädigt, da er bei jedem Wetter in Rock und Zylinder, aber ohne Wetterschutz, auf der Lokomotive stand. Erst ab dem Winter 1845/46 erhielten die Lokführer Ledermäntel als Wind- und Wetterschutz, acht Jahre später wurden die Lokomotiven mit Schutzdächern versehen.
Trotz verlockender Angebote der Königlich Bayerischen Staatsbahn, die 1844 etwas weiter südöstlich die wesentlich längere Bahnstrecke Nürnberg–Bamberg eröffnet hatte, blieb Wilson bei der 6 Kilometer kurzen Ludwigs-Eisenbahn. Ab 1859 konnte er seinem Dienst wegen einer Verschlechterung seines Gesundheitszustandes nicht mehr regelmäßig nachkommen. Bei der 25-Jahr-Feier der Ludwigs-Eisenbahn wurde er hoch geehrt. Am 17. April 1862 starb er an den Folgen seiner Krankheit. Er wurde unter großer Anteilnahme der Bevölkerung auf dem Nürnberger St. Johannisfriedhof in der Grabstätte St Johannis IIB / 040-170 beigesetzt. Die Grabstätte ist bis heute erhalten.
Eine Stichstraße in der Nähe des Nürnberger Rangierbahnhofs wurde nach ihm benannt.